# سازمان دانشجویی حزب اسلامی کار
سازمان دانشجویی حزب اسلامی کار، تشکلی از جوانان و دانشجویان می‌باشد که تحت حمایت حزب اسلامی کار (ثبت در وزارت کشور در سال ۱۳۷۷) و در قالب اساسنامه این حزب اصلاح طلب و در چارچوب قانون فعالیت می‌کند. این سازمان به تبع حزب اسلامی کار در مجموعه اصلاح‌طلبان ایران عضو شورای هماهنگی جبهه اصلاحات قرار دارد.

## تاریخچه
در سال ۱۳۷۸ پایگذاری شد. اولین مجمع عمومی آن در سال ۱۳۷۸ و در تالار وزارت کشور در زعفرانیه برگزار شد.مجامع عمومی بعدی در  سال های دیگر تداوم یافت. هم اکنون دامنه فعالیت تشکیلات در سراسر کشور است.

## عملکرد سیاسی
سلسله نشست‌های «آینده اصلاح طلبی و توسعه سیاسی و اجتماعی در ایران» توسط این سازمان برگزار می‌شد که افرادی مانند عباس عبدی، فائزه هاشمی، حسین مرعشی، علیرضا علوی تبار و عبدالواحد موسوی لاری در این جلسات به ارائه تحلیل می‌پرداختند. جلسات هم‌اندیشی «حقوق شهروندی» نیز با حضور افرادی مانند سهیلا جلودارزاده و غلامعباس توسلی در این سازمان برگزار می‌شد.
این سازمان بنا به موقعیت و نیازسنجی نسبت به وقایع فرهنگی، سیاسی و صنفی جاری موضع‌گیری می‌کرد. بیانیه این سازمان در روز دانشجوی سال ۹۰ توجهات زیادی را به خود جلب کرد. پایگاه خبری تحلیلی پویش، اغلب بیانیه‌های این سازمان را منتشر کرده‌است.
برخی معتقدند این سازمان به تبع حزب اسلامی کار و هماهنگ با شورای هماهنگی جبهه اصلاحات، در انتخابات مجلس نهم از کاندیداتوری علیرضا محجوب و سهیلا جلودار زاده حمایت کردند اما صحت این مسئله در مواضع رسمی این گروه دیده نشد. این سازمان را می‌توان فعال‌ترین گروه‌های دانشجویی اصلاح طلب در سالهای ۹۰ تا ۹۳ دانست. این سازمان مشی اجرایی خود را کار فکری، کار تشکیلاتی، کادرسازی اعلام کرده بود و اکنون نیز بسیاری از اعضای آن در جریان اصلاحات دارای مسئولیت و از نیروهای شناخته شده هستند.

## عضوگیری
طبق اساسنامه، دانشجویان یا دانش‌آموختگان دانشگاه‌ها و مراکز آموزش عالی کشور می‌توانند به عضویت رسمی این سازمان درآیند. افراد دیگر که این شرایط را ندارند نیز می‌توانند در صورت تمایل به عنوان هوادار در فعالیت‌های این گروه از جوانان و دانشجویان شرکت کنند.

## فعالیت‌های سازمان دانشجویی حزب اسلامی کار
حوزه‌های فعالیت این سازمان سیاسی، فرهنگی، صنفی-دانشجویی، خیریه و … است. در گذشته این فعالیت‌ها موارد عملی و نظری را شامل می‌شدند. مثلاً اعضای کمیته سیاسی یا کمیته فرهنگی سازمان هم به امور تحلیلی و تحقیقی با موضوعات گوناگون مشغول بودند و هم گاهی اوقات با دعوت از اندیشمندان نشست‌هایی با حضور افرادی خارج از سازمان برگزار می‌کردند یا گاهی اقدام به نظرسنجی‌های میدانی یا فیلم‌هایی را اکران و نقد می‌کردند و هر گاه که احساس نیاز داشتند پس از بحث و تحقیق کافی نسبت به موضوعاتی موضع‌گیری کرده و بیانیه منتشر می‌کنند.
همچنین روابط عمومی سازمان نیز جدای کارهای خبری مانند «پایگاه خبری تحلیلی پویش»، در راستای برقراری ارتباط با گروه‌ها و فعالین دانشجویی و تلاش به نزدیک کردن آنان به یکدیگر و ایجاد گفتگو و تبادل نظر میان ایده‌های مختلف نیز تلاش می‌کرد. کمیته روابط عمومی این سازمان یک نشریه داخلی به نام «پویش» و با تیراژ محدود که مختص اعضای این سازمان بود را نیز با هزینه شخصی اعضای آن مقطع خود منتشر می‌کرد که توزیع رسمی خارج از سازمانی نداشت. وبسایت پویش متعلق به یکی از اعضای این سازمان بود که این رسانه نیز پس از سال ۹۳ دیگر ارتباطی با حزب اسلامی کار ندارد.
این سازمان همچنین مراسم افطاری سال ۹۲ خود را با حضور چهره‌هایی چون عمادالدین باقی، ابراهیم یزدی، محمدرضا عارف، اعظم طالقانی، فائزه هاشمی و علیرضا علوی تبار برگزار کرد که با توجه به همزمانی اش با افطاری جبهه اصلاحات، حضور شخصیت‌های مطرح اصلاح طلب در افطاری این تشکیلات جوان توجهات زیادی را به خود جلب کرد.

## همایش‌ها
علاوه بر فعالیت‌های تشکیلاتی و پژوهشی، این سازمان بعضاً اقدام به برگزاری همایش‌هایی نیز می‌کرد. در این زمینه می‌توان به همایش دانشجویان و آینده سیاسی ایران اشاره کرد که در ۱۳ آذر ۹۲ برگزار شد. جدا از همایش‌های انتخاباتی و ستادی، این همایش را می‌توان اولین مراسم سیاسی عمومی دانست که پس از چندین سال در تهران برگزار شد. نهادهای بسیاری هم مخالف برگزاری این همایش بودند که در نهایت، مجوز مراسم با تأخیر و یک ساعت بعد از زمان اعلام شده برای شروع همایش، صادر شد و درب سالن به روی مردم باز شد.
همچنین یکی از جلسات خاص این سازمان، ششمین مجمع عمومی آن بود که در مرکز همایش‌های بین‌المللی رایزن برگزار شد. در این مراسم اعضای فعال تهران و دیگر استانهای دیگر این سازمان شرکت داشتند و فعالینی چون سهیلا جلودارزاده، ابراهیم یزدی، محمد توسلی، عماد باقی و موسوی لاری نیز در آن حضور داشتند. صدور مجوز برگزاری این مراسم توسط نهادهای رسمی نیز با حواشی خاصی همراه بود.

## اهداف سازمان دانشجویی حزب اسلامی کار
اهداف این سازمان در سال ۹۰ اینطور معرفی شد:
"برای توضیح اهداف و آرمان‌های این سازمان باید گفت که سازمان دانشجویی حزب اسلامی کار به توسعه همه‌جانبه سیاسی، حاکمیت عقلانیت اقتصادی و توسعه صنعتی کشور، التزام همه به قانون اساسی و رعایت تمام قوانین آن، تقویت عدالت اجتماعی و وجدان کاری در جامعه، خرافه زدایی از اجتماع، از بین رفتن فساد اقتصادی، توسعه و تحکیم آزادی‌های سیاسی برای احزاب و افراد و دانشجویان و نویسندگان و …، کادرسازی و پرورش استعدادهای جوان برای اداره آینده کشور، دفاع از حقوق اقلیت‌های قومی و مذهبی، حضور حقیقی و گسترده دختران و زنان در عرصه‌های گوناگون در کنار مردان، اتکای واقعی اقتصاد کشور بر اصول ۴۳ و ۴۴ قانون اساسی، مهار تورم و اشتغال زایی، توسعه کشاورزی، تامین اجتماعی فراگیر و بیمه‌های مناسب، پرورش مهارت‌های کاری جوانان، اصلاح ساختار و شیوه‌های آموزشی رسمی کشور، حمایت واقعی از گنجینه‌های تاریخی و محیط زیست کشور، تعمیم ورزش و تفریحات، حفظ استقلال و امنیت و تمامیت ارضی کشور و … به عنوان آرمان می‌اندیشد و برنامه‌های کوتاه مدت و بلند مدت خود را برای تأثیرگزاری هرچه بیشتر در مسیر تحقق این آرمان‌ها منظم می‌کند. این سازمان نیز به عنوان فعالترین سازمان حزب اسلامی کار، به دور از هیاهوهای سیاسی، ویترین سازی‌های پوچ و کسب شهرت تو خالی، سعی در کسب موفقیت‌های عملی بیشتر دارد.

## انتخابات ۹۲
در انتخابات ریاست جمهوری سال ۹۲ سازمان دانشجویی حزب اسلامی کار ابتدا از هاشمی رفسنجانی حمایت کرد به نحوی که اعضای این سازمان در هر شهر از کشور به صورت عمیلاتی شروع به کار کردند و علاوه بر ستاد انتخاباتی هاشمی رفسنجانی، در ستاد ملی جوانان اصلاح طلب نیز تنی چند از اعضای مؤثر و مسئولین سازمان علاوه بر عضویت در هیئت مؤسس، شورای سیاست گذاری، هیئت اجرای و کمیته‌های گوناگون این ستاد فراگیر، مسئولیت مدیریت و هدایت «کمیته استان‌ها» و سازماندهی نیروهای این ستاد در سراسر کشور را بر عهده داشتند. همچنین شاخه تهران این سازمان مسئولیت ناحیه شرق این شهر را در تبلیغات انتخاباتی بر عهده گرفته بود. جلسات اولیه تأسیس ستاد ملی جوانان اصلاح طلب نیز از دفتر این سازمان کلید خورد.
در نهایت پس از عدم تأیید صلاحیت هاشمی رفسنجانی، این سازمان هماهنگ با موضع شورای هماهنگی جبهه اصلاحات و پس از انصراف دکتر عارف، از کاندیداتوری دکتر حسن روحانی حمایت کرد که در این زمینه طعم پیروزی را چشید. همچنین این تشکل در انتخابات شوراهای شهر نیز از ائتلاف اصلاح‌طلبان حمایت کرد. گفتنیست در همایش پایانی ستاد جوانان اصلاح طلب که در شهرکرد برگزار شد، از این سازمان با اهدای لوح و تندیس تقدیر شد که تصویر تقدیر از رئیس این سازمان به عنوان عکس یک در صفحه اول روزنامه بهار منتشر شد.

## رئیس
رئیس این سازمان از سال 93 تاکنون مهدی فرنیان است 

## استعفاء از حزب اسلامی کار
مسئولین سازمان دانشجویی حزب اسلامی کار در سراسر کشور ششم بهمن ۹۳ با امضای استعفانامه‌ای به نمایندگی از این تشکل سیاسی جدایی خود را از حزب اسلامی کار اعلام کردند. آن‌ها در بیانیه خود که به امضای جمعی از مسئولین این سازمان رسیده بود نوشتند: «به استحضار می‌رساند امضاکنندگان این نامه به عنوان مسئولین فعلی و پیشین سازمان دانشجویی و به نمایندگی از این تشکیلات جوان اصلاح‌طلب به دلیل پاره‌ای از مسائل، استعفای خود را از حزب اسلامی کار اعلام می‌نمایند. در شرایط کنونی به ذکر علنی دلایل این استعفاء که ممکن است مورد سوء استفاده سودجویان و بدخواهان جریان اصلاحات قرار گیرد نمی‌پردازیم.» در ادامه این استعفانامه که به مسئولین حزب تحویل داده شد، تأکید شده‌است که «بدیهی است که فعالیت و موضع‌گیری‌های آینده تحت عنوان سازمان دانشجویی حزب اسلامی کار، هیچ گونه مسئولیتی را متوجه امضاء کنندگان این استعفانامه نخواهد کرد. ما همچنان اولویت فعالیت خود را پس از منافع ملی، تقویت و بارور کردن اصلاحات می‌دانیم و ضمن اعتقاد به لزوم فعالیت تشکیلاتی صادقانه در چارچوب احزاب قانونی دیگر که شعارشان منطبق با کلام این سالهای ما باشد، با احساس مسئولیت اجتماعی، اعتقاد و ایمان به تحقق توسعه همه‌جانبه کشور و کادرسازی برای آینده اصلاحات تلاش خواهیم کرد. ما با امید به ساختن ایرانی اسلامی، آباد و آزاد مجدانه کوشش می‌کنیم و ذیل پرچم اصلاح طلبی دین خود را به کشور عزیزمان ادا خواهیم کرد و در این راه فقط به خدای خود امید داریم. حسبنا الله و نعم الوکیل.»

## بیانیه‌ها
- استعفای اعضای سازمان دانشجویی در سراسر کشور از حزب اسلامی کار[۱۱]
- بیانیه اعتراض به حداقل دستمزد کارگران[۱۲]
- بیانیه آغاز به کار شاخهٔ قزوین سازمان دانشجویی حزب اسلامی کار[۱۳]
- بیانیه دربارهٔ اولویتهای دولت یازدهم[۱۴]
- بیانیه روز قدس[۱۵]
- بیانیه روز دانشجو[۱۶]
- بیانیه دربارهٔ آغاز به کار مجلس نهم[۱۷]
- بیانیه در خصوص اعدام اتباع ایرانی در عربستان[۱۸]
- بیانیه در محکومیت اهانت به پیامبر اسلام[۱۹]
- بیانیه در خصوص تفکیک جنسیتی در دانشگاه ها[۲۰]
- بیانیه اعتراض به لغو مجوز تشکل دانشجویی بیدار[۲۱]